# Gaspar Cassadó
Gaspar David Ramón Cassadó y Morlu (ur. 30 września 1897 w Barcelonie, zm. 24 grudnia 1966 w Madrycie) – hiszpański kompozytor i wiolonczelista.

## Życiorys
Syn kompozytora Joaquina Cassadó Vallsa. Początkowo kształcił się u swojego ojca i wiolonczelisty Dionisio Marcha, następnie w 1904 roku rozpoczął studia w konserwatorium w Barcelonie. W 1906 roku dał pierwszy publiczny występ w barcelońskim Teatro Novedades. W latach 1907–1915 przebywał w Paryżu, gdzie studiował u Pau Casalsa, a także poznał Claude’a Debussy’ego, Maurice’a Ravela, Manuela de Fallę i Alfredo Casellę.
Występował w trio z ojcem i bratem Augustinem, zaś w 1918 roku rozpoczął karierę jako solista. Koncertował w Europie i Stanach Zjednoczonych. Współpracował z cenionymi dyrygentami: Felixem Weingartnerem, Gabrielem Pierné, Henrym Woodem, Thomasem Beechamem, Willemem Mengelbergiem i Wilhelmem Furtwänglerem. Występował jako muzyk kameralny z pianistami Haroldem Bauerem, Antonem Rubinsteinem, José Iturbim, Alicią de Larrocha i Chieko Harą (prywatnie jego żoną). Grał w trio z Yehudi Menuhinem i Louisem Kentnerem. Od 1947 roku działał głównie we Florencji. W latach 1946–1952 i 1955–1963 był wykładowcą Accademia Musicale Chigiana w Sienie. W 1963 roku na festiwalu „Warszawska Jesień” wykonał dedykowany mu II Koncert wiolonczelowy Grażyny Bacewicz.

## Twórczość
Skomponował m.in. Rapsodię katalońską (1928), Koncert wiolonczelowy d-moll, 3 kwartety smyczkowe, Trio fortepianowe, Sonatę wiolonczelową, Sonate nello stile antico spagnolo na wiolonczelę solo. Opracowywał także transkrypcje na wiolonczelę utworów fortepianowych Albéniza, Borodina, Faurégo, Frescobaldiego, Mozarta, Schuberta i Weberna.